# Challenger-ekspeditionen
Challenger-ekspeditionen var en videnskabelig ekspedition, som udførtes 1872-1876, og hvilken lagde grunden for oceanografien.
Ekspeditionen blev ledet af skotten Charles Wyville Thomson, og Royal Society havde overtalt Royal Navy til at lade ham anvende deres skib HMS "Challenger". Skibet blev udrustet i årene 1870-1872 med kemiske og naturvidenskabelige laboratorier.
Skibet sejlede fra Portsmouth i England den 21. december 1872 under kaptajn George Nares. Wyville Thomson bestemte selv sejlruten, og skibet rejste 70.000 miles under årene.
December 1873 til februar 1874 blev brugt på at sejle på en omtrentlig sydøstlig rute fra Kap det Gode Håb til 60 grader syd. Øerne de besøgte i denne periode var Prince Edward Islands, Crozetøerne, Kerguelen og Heard Island. Februar 1874 blev brugt på at rejse sydpå og derefter generelt østpå i nærheden af den sydlige polarcirkel, med observationer af isbjerge, pakis og hvaler. Ruten tog derefter skibet mod nordøst og væk fra isområderne i marts 1874, hvor ekspeditionen nåede Melbourne i Australien senere samme måned. Rejsen mod øst langs kysten fra Melbourne til Sydney fandt sted i april 1874, forbi Wilsons Promontory og Cape Howe.
Resultaterne publiceredes i Report Of The Scientific Results of the Exploring Voyage of H.M.S. Challenger during the years 1873-76, hvilken, sammen med andre opdagede, identificerede og katalogiserede 4.000 den gang ukendte dyrearter. John Murray beskrev rapporten som ”det største fremskridt for videnskaben på vor planet siden de hyldede opdagelser fra 1400- og 1500-tallet.” Havforskeren T.R.R.Stebbing beskrev i 1888 en række krebsdyr på basis af fundene, som blev gjort.
Rumskibet Challenger blev opkaldt efter HMS «Challenger».